# Cecilia de la Fuente de Lleras
Cecilia de la Fuente de Lleras, född de la Fuente Cortés 7 oktober 1916 i Barcelona, död 2 mars 2004 i Bogotá , var Colombias första dam från 1966 till 1970 som hustru till den 22:a presidenten Carlos Lleras Restrepo. de la Fuente de Lleras var medgrundare av Colombian Institute of Family Welfare, en enhet som grundades 1968, för att bemöta undernäring och föräldralösa barn.
Cecilia är mormor till politikern och före detta vicepresidenten i Colombia, Germán Vargas Lleras.